# Klasyfikacja nauk

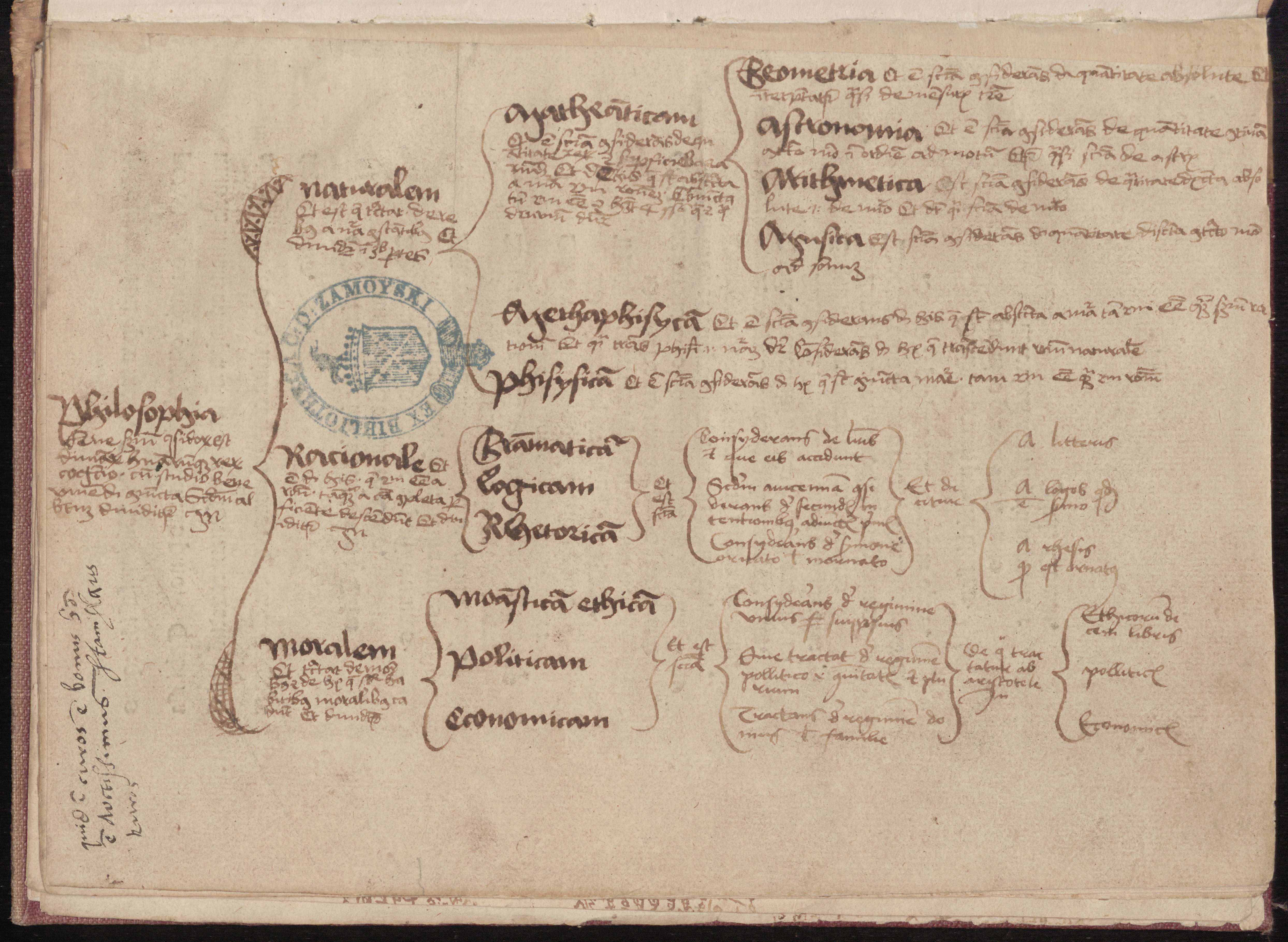
Diagram klasyfikacji nauk (po łacinie) na ostatniej stronie książki Maffeo Vegio Philaletes (Kraków, 1512). Philosophia (filozofia) dzieli się na: naturalem (naturalną), racionale(m) (racjonalną) i moralem (moralną), a te z kolei na bardziej szczegołowe nauki.

Klasyfikacja nauk – uporządkowanie głównych dziedzin nauki, a następnie ich podział na dyscypliny. 

## Historyczne klasyfikacje nauk

### Starożytność
W starożytności uważano, że klasyfikacja nauk powinna być odzwierciedleniem struktury rzeczywistości. 
Arystoteles podzielił nauki następująco:
- Nauki teoretyczne – fizyka, matematyka, logika, filozofia;
- Nauki praktyczne – etyka, ekonomika i polityka;
- Nauki twórcze – poetyka, retoryka, sztuka[1].

Ksenokrates podzielił filozofię na logikę, fizykę i etykę

### Średniowiecze
W średniowieczu wyróżniano nauki świeckie – artes liberales, w których obowiązywał podział na:
- Trivium – gramatyka, retoryka, dialektyka
- Quadrivium – arytmetyka, geometria, astronomia i muzyka.

Natomiast w naukach teologicznych dopuszczano objawienie jako źródło poznania. 
Hugon ze św. Wiktora dzielił naukę na cztery działy: 
- Teoretyczny – teologia, matematyka, fizyka,
- Praktyczny – etyka, ekonomika, polityka,
- Mechaniczny – tkactwo, armatura, żeglarstwo, rolnictwo, łowiectwo, medycyna, teatryka,
- Logiczny – gramatyka, retoryka, dialektyka[2].

### Nowożytność
Francis Bacon w swoim największym dziele Instauratio magna (Wielkie ustanowienie nauk) chciał w dociekaniach swych zawrzeć cały zakres nauki według przyjętej przez niego klasyfikacji nauk. Bacon pojmował naukę bardzo szeroko, tak iż obejmowała nawet poezję. 
Bacon podzielił nauki na trzy grupy, odnosząc je do trzech władz duszy: 
- Dziedzina pamięci – historia rozumiana jako ogólny opis jednostkowych faktów dotyczących przyrody (historia naturalna) i człowieka (historia społeczna).
- Dziedzina wyobraźni – poezja, sztuka
- Dziedzina rozumu – filozofia rozumiana jako ogólny opis poznania. Za przedmiot rozumiał zarówno Boga, przyrodę i człowieka[3]. Zatem do dziedziny rozumu należały matematyka, logika oraz nauki empiryczne.

Jean le Rond d’Alembert oparł swój podział o podstawę genetyczną, układając nauki według ich wzrastającej abstrakcyjności. Podział ten obejmował:
- Historię – m. in. historię kościelną, społeczną i naturalną;
- Filozofię – składającą się z ontologii, nauki o Bogu, nauki o człowieku i nauki o przyrodzie;
- Poezję – obejmującą oprócz poezji i literatury także m. in. muzykę, malarstwo, rzeźbę i architekturę.

Według Christiana Wolffa nauki dzieli się na:
- Nauki historyczne, mające charakter empiryczny,
- Nauki filozoficzne (teoretyczne) – ontologia, kosmologia, psychologia, teologia, mające charakter racjonalny,
- Nauki praktyczne – etyka, polityka, ekonomika[2].

Auguste Comte dzielił nauki na: 
- Nauki abstrakcyjne (opisują prawa rządzące przyrodą) np. matematyka, astronomia, fizyka i chemia, biologia i socjologia,
- Nauki konkretne (opisują fakty), np. mineralogia, zoologia, botanika.